# Lealista (guerra de Independencia de Estados Unidos)

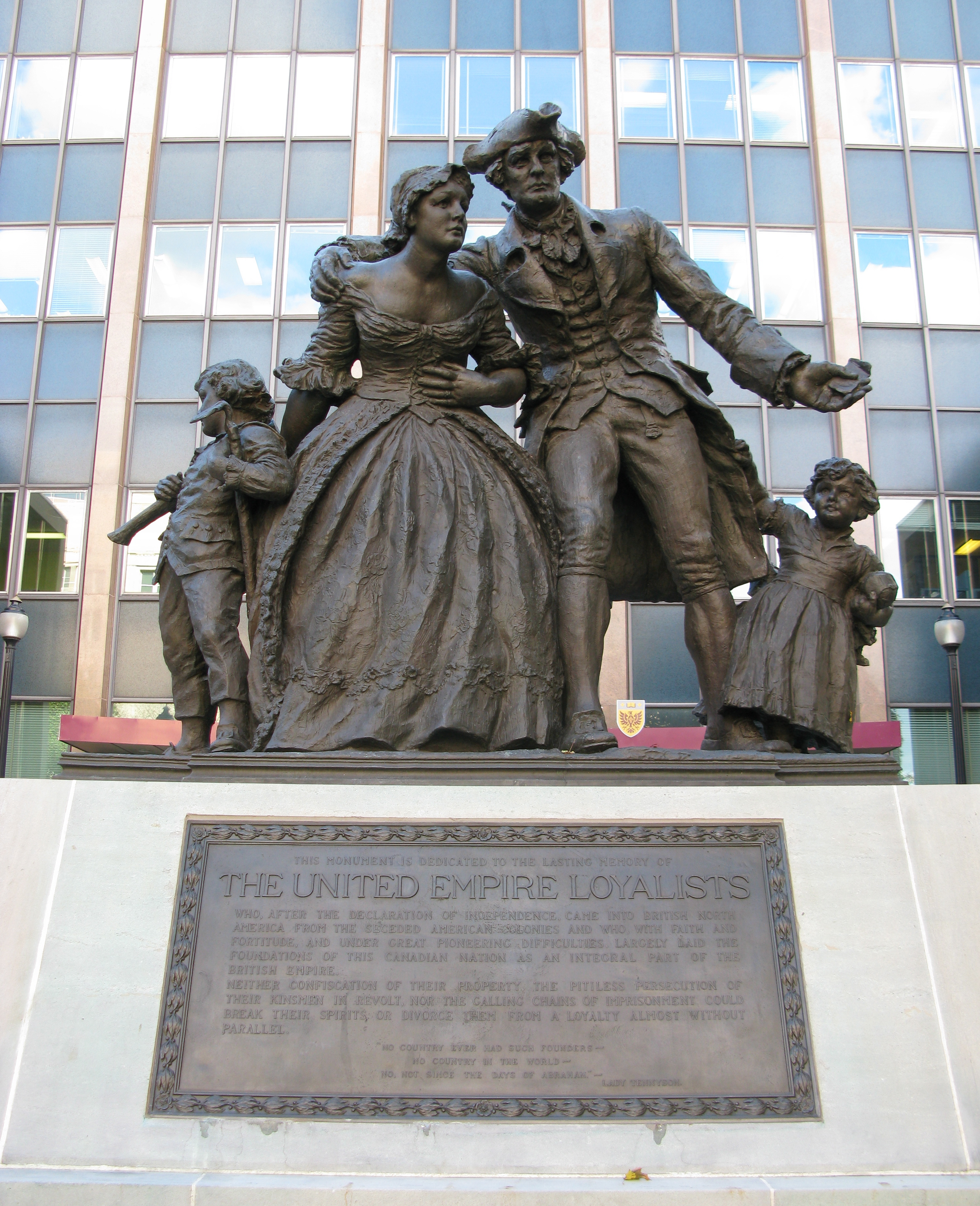
Estatua y placa leales al Imperio Unido en Hamilton, Ontario

Los Lealistas fueron los colonos americanos que permanecieron leales al Reino de Gran Bretaña y a la monarquía británica durante la guerra de Independencia de los Estados Unidos. Los patriotas se referían a ellos como Tories, Legitimistas u Hombres del rey. Tras las dificultades que pasaron a manos de los maleducados, como solían llamar a los revolucionarios después del fin de la guerras, empezaron los roces. Con tal de no tener represalias huyeron a Gran Bretaña, aunque la mayoría emigraron a los territorios de la Norteamérica británica (Canadá), donde se les conoció como Lealistas del Imperio Unido) o a las Indias Occidentales Británicas. Los lealistas negros estaban formados por integrantes de la comunidad lealista.
Ciertos historiadores han estimado que un 15-20% de la población blanca era lealista (entre 450.000 y 600.000 habitantes de las 13 colonias). El historiador Robert Middlekauff estima que 500.000 colonos, es decir, un 19% de la población blanca, permanecía leal a Gran Bretaña.

## Los lealistas durante la guerra de Independencia
El 4 de julio de 1776 los revolucionarios estadounidenses obtuvieron el control de todo el territorio de los trece estados combatiendo violentamente a los lealistas, a los que exigieron renunciar a su lealtad a la corona. Los que se negaron corrían el riesgo de ser torturados mediante un baño de alquitrán tras el que se les cubría el cuerpo con plumas; con ello los revolucionarios trataban de disuadir al resto de lealistas. La neutralidad no estaba permitida. Aquellos que aún estaban determinados a seguir leales se alistaron como voluntarios en el ejército británico.[cita requerida]
Los británicos fueron expulsados de Nueva York en marzo de 1776; no obstante, regresaron en agosto tras derrotar al ejército revolucionario en Long Island. Con esta victoria lograron capturar Nueva York y sus alrededores, donde permanecerían hasta 1783. Gradualmente fueron recuperando importantes ciudades como Filadelfia (1777), Savannah (1778-83) y Charleston (1780-82). No obstante, el 90% de la población vivía fuera de las ciudades. Como resultado, el gobierno revolucionario controlaba al 80-90% de los habitantes estadounidenses. Los británicos expulsaron a sus gobernadores de donde los revolucionarios administraban el territorio valiéndose de la ley marcial. Sin embargo, los lealistas instalaron el alto mando en la costa de Georgia (1779-82); aunque los revolucionarios todavía dominaban parte del norte de dicho estado. En otros lugares los británicos solo fueron capaces de mantener el control gracias a la presencia de la Armada Real.
Durante el invierno de 1774-75 estaban activos en Canadá algunos oficiales de los revolucionarios, entre los que destacan John, agente del Boston Committee of Correspondence, y Thomas Walker, mercader estadounidense-canadiense. Dichos hombres simpatizaron con algunos miembros del Congreso; aunque el resto - la mayoría - se mantuvo neutral, pues tampoco se unieron a la milicia británica destinada a defender el país de los invasores estadounidenses (1775). A pesar de todo, solo unos pocos manifestaron abiertamente su lealtad a Jorge III: solo 1.500 milicianos apoyaron al rey en la defensa de Montreal. La parte sur de dicha región auxilió a los estadounidenses revolucionarios mediante el envío de dos destacamentos. En Nueva Escocia los yankees trataron de obtener apoyos mediante la difusión de torturas con plumas y alquitrán; no obstante, la rápida intervención de la armada británica detuvo estas prácticas.
La práctica antes mencionada era una tortura mediante la que los patriotas desnudaban a los lealistas y les hacían mirar cómo incendiaban un recipiente con alquitrán, a continuación se volcaba el contenido de dicho recipiente sobre el lealista, que se echaba a rodar sobre unas plumas.

### Los lealistas en las Trece Colonias
El historiador Robert Calhoun escribe esto acerca del número de lealistas y patriotas:

Los historiadores estiman que el 15/20% de la población blanca adulta era lealista. Aproximadamente la mitad de los colonos con ascendencia europea trataron de evitar tomar parte en el conflicto - algunos de ellos deliberados pacifistas, otros emigrantes recién llegados, y la mayoría simples personas apolíticas. Los patriotas recibieron el apoyo activo del 40/45% de la población blanca, o como máximo no mucho más de la mitad de dicho sector de la población.

Las estimaciones previas a las mencionadas anteriormente eran algo más altas, estableciendo el porcentaje de lealistas en un tercio de la población. A finales de 1960 Paul H. Smith dio la cifra más baja hasta el momento (19,8%). Los cálculos estadísticos de Smith se basan en la fuerza de los regimientos lealistas que combatieron por los británicos.
El historiador Robert Middlekauff resume de este modo las investigaciones acerca de los lealistas:

El mayor número de lealistas se encontraba en las colonias del interior: muchos agricultores arrendatarios de Nueva York apoyaban a la corona, por ejemplo, al igual que un importante porcentaje de los holandeses de las colonias y de Nueva Jersey. Los alemanes de Pensilvania trataron de mantenerse al margen de la revolución, al igual que hicieran muchos cuáqueros. Se mantuvieron leales al rey los escoceses de Carolina del Norte y del Sur, los clérigos anglicanos y sus feligreses de Connecticut y Nueva York, los presbiterianos de las colonias sureñas y un gran número de indios iroqueses.

Las ciudades de Nueva York y Long Island, bases de operaciones militares y políticas británicas en América del Norte (1776-83) albergaban un considerable número de lealistas, muchos de los cuales eran refugiados procedentes de otros estados.
Los lealistas solían ser hombres ancianos, frecuentemente mercaderes adinerados; aunque también había muchos de ellos que eran humildes.[cita requerida] Muchos activos de la Iglesia de Inglaterra trasladaron su lealtad a la corona.[cita requerida] Los emigrantes recién llegados, sobre todo los escoceses, solían ser lealistas. No obstante, los lealistas del sur fueron fácilmente sometidos por los revolucionarios, quienes controlaban las administraciones local y estatal. Muchos estadounidenses - algunos de los cuales eran ex-reguladores de Carolina del Norte - rechazaron unirse a los revolucionarios a consecuencia de que anteriormente habían protestado por la corrupción presente en las autoridades locales, a las que más tarde se verían sometidos los líderes revolucionarios. Este antecedente a la Guerra de Independencia contribuyó a que los campesinos de Carolina del Norte tendieran a ser lealistas. Gran parte de los alemanes de Pensilvania eran lealistas, ya que temían que las concesiones de tierras de la corona se vieran en peligro bajo una nueva administración republicana.
En los territorios controlados por los revolucionarios - la mayor parte del país - se confiscaban las propiedades a los lealistas. Los que manifestaban abiertamente su apoyo a la corona, eran amenazados con ser humillados públicamente o con ser agredidos físicamente. No se conoce con certeza el número de lealistas asesinados por los revolucionarios, aunque es probable que fuera suficiente para intimidar al resto de ellos y que no tomaran las armas en su contra; en Filadelfia se asesinó a una serie de funcionarios públicos partidarios de los británicos. En 1775, William Drayton y un líder lealista, el Coronel Thomas Fletchall, firmaron un tratado de neutralidad. En octubre de ese mismo año el Congreso firmó una resolución por la que se animaba a detener a todos los lealistas, quienes eran peligrosos para «las libertades americanas».

### Los lealistas negros y la esclavitud
Como resultado de la inminencia de la crisis de 1775, el Gobernador Real del Estado de Virginia emitió una resolución por la que concedería la libertad a cualquier sirviente o esclavo que fuera capaz de portar un arma y alistarse en el regimiento lealista etíope. Alrededor de ochocientos de ellos lo hicieron, y fueron capaces de derrotar a la milicia de Virginia en Kemp's Landing. Posteriormente librarían una batalla sobre el Gran Puente del Río Elizabeth, conducidos por el lema «libertad para los esclavos», pero esta vez fueron derrotados. El resto de ellos se vio envuelto en la evacuación de Norfolk, tras lo que sirvieron en Chesapeake; no obstante, el campamento que levantaron allí fue azotado por un brote de viruela y otras enfermedades. Además de las víctimas que se cobró, la enfermedad incapacitó a un gran número de esclavos. Los supervivientes se enrolaron en otras unidades lealistas y permanecieron activos durante el transcurso del conflicto. Frecuentemente eran los esclavos negros los que antes y en mayor número se presentaban voluntarios; un total de 12.000 soldados de raza oscura sirvieron del lado de los británicos entre 1775 y 1783. Este hecho obligó a los revolucionarios a ofrecer la libertad a aquellos esclavos que se alistaran en sus filas. No obstante, tras la guerra, la mayor parte de ellos continuaron en las mismas condiciones.
A medida que el conflicto finalizaba y que los lealistas iban abandonando el país, se calcula que 75.000 a 100.000 esclavos negros decidieron irse con ellos. Aunque, obviamente, no todos los que querían lograron huir de territorio estadounidense; un importante número de ellos fueron capturados por los propietarios patriotas. Muchos alcanzaron las Bahamas, donde volvieron a establecer las plantaciones de algodón. Aunque este proyecto fracasara, en el futuro los esclavos negros heredarían estas islas y otros muchos territorios de las islas británicas. Alrededor de 400 a 1000 huyeron a Londres, donde se unieron a la comunidad de negros libres de la ciudad, la cual comprendía a 10.000 de ellos. Unos 3.500 a 4.000 fueron destinados a las colonias británicas de Nueva Escocia y Nuevo Brunswick, donde se les proporcionaron tierras; 1.500 de estos se instalaron en Birchtown (Nueva Escocia), allí formaron parte de la comunidad negra más importante de América del Norte. No obstante, principalmente a causa de que estaban dispuestos a trabajar por menos dinero que los blancos, regresaron viejos prejuicios coloniales. A pesar de todo, Gran Bretaña deseaba recompensarles por los servicios prestados, por lo que ofreció trasladar a otros lugares a los que no estuvieran contentos con su situación; 1.500 negros abandonaron Nueva Escocia para ir a Sierra Leona, cuya capital les debe su nombre (Freetown). Tras 1787 se convirtieron en la élite del país; por ello, el krio, es decir, el africano con ascendencia americana, empleaba «dólares y centavos» como moneda.

### Servicio militar
Los lealistas no hicieron ningún intento de organizarse políticamente, pues a menudo eran poco más que unidades regulares británicas destinadas en la zona. No obstante, los británicos se valían de la capacidad de los regimientos lealistas de formar y movilizarse rápidamente, y gran parte de su estrategia giraba en torno a dichos regimientos. La línea defensiva provincial de los británicos estaba formada por estadounidenses alistados en el ejército regular; 19.000 lealistas estadounidenses (50 unidades y 312 compañías). Otros 10.000 hombres sirvieron en la milicia lealista o en «asociaciones». En diciembre de 1780 se registra el mayor número de lealistas destinados en la línea provincial (9.700). De los 50.000 soldados o milicianos británicos destinados en la región, 15.000 eran lealistas procedentes de su ciudad más importante, Nueva York. La mayor parte de las fuerzas lealistas combatieron en las colonias del sur, muy pocos lo hicieron en el norte.[cita requerida] Paralelamente, un gran número de estadounidenses sirvieron en el Ejército regular Británico y en la Armada Real.

## Emigración
La mayor parte de los lealistas blancos (400.000-500.000) permanecieron en América durante y tras el término del conflicto. A mediados de la década de 1780 comenzaron a volver a los Estados Unidos un pequeño porcentaje de los huidos.
Tanto durante como tras el término de la Guerra de Independencia de los Estados Unidos (1783), los lealistas (especialmente los soldados y los ex-oficiales) tenían la opción de huir de América. Aquellos que no eran originarios del Nuevo Mundo tenían más opciones de marcharse. No obstante, aquellos ancianos que habían fundado una familia, hecho amigos y adquirido propiedades en territorio americano, tendían a quedarse allí.
Cerca del 10-15% de los lealistas abandonaron América; se calcula que 65-70.000 de ellos eran blancos, así como que constituían el 2% de la población total de ese territorio en 1783 (tres millones). Los historiadores han determinado que unos 100.000 lealistas fueron exiliados, aunque dicha cifra es una estimación, quizá exacta en el caso de que se incluya a los lealistas indios y negros.
Aproximadamente 46.000 de ellos se trasladaron a la Norteamérica Británica, territorio que hoy corresponde a Canadá; de esos, 34.000 fueron a Nueva Escocia, 2.000 a la Isla del Príncipe Eduardo y 10.000 a Ontario. Unos 7.000 se marcharon a Gran Bretaña y otros 9.000 a las colonias británicas caribeñas, sobre todo a la bahamense. De hecho, los lealistas constituyen los primeros refugiados políticos canadienses, así como los primeros colonos británicos del territorio, pues, a pesar de que dicho territorio había sido anexado por la corona, estaba habitado esencialmente por franceses. Los 34.000 que se trasladaron a Nueva Escocia, no fueron bien recibidos por los habitantes de esas tierras, en su mayoría descendientes de colonos británicos que se habían asentado allí antes del estallido del conflicto independentista. Los colonos lealistas establecieron varios asentamientos en Nuevo Brunswick, colonia que hasta 1784 había sido territorio neoescocés. De los 46.000 que huyeron a Canadá, 10.000 fueron a Quebec y el resto se repartió entre los territorios orientales de la región y aquellos que corresponden a la actual provincia de Ontario. La Colección Haldiman constituye la principal fuente de la que se valen los historiadores a fin de realizar un estudio acerca del asentamiento de los colonos lealistas en territorio canadiense.
El gobernador de Quebec, consciente de la importancia que tenía realizar cualquier clase de deferencia hacia los lealistas, declaró el 9 de noviembre de 1789 que era su deseo «honrar a las familias que se habían adherido a la unión imperial». A consecuencia de dicha declaración, los impresos de la milicia tenían escrito lo siguiente:

Aquellos lealistas que se hayan adherido a la Unidad del Imperio, y unido al Estandarte Real antes del Tratado de Separación del año 1783, y sus descendientes sea cual sea su sexo, serán distinguidos con la adición de las siguientes capitales a su nombre: U.E. aludiendo al gran principio que constituye la unidad imperial.

Aunque es raro observar hoy en día el posnominal «U.E.», la influencia lealista sobre la historia canadiense aún permanece. Su vínculo con Gran Bretaña, así como su antipatía hacia los Estados Unidos, proporcionó a Canadá la fuerza necesaria para mantenerse independiente en Norteamérica. La desconfianza de los lealistas hacia el republicanismo y la oclocracia allanó el camino hacia la independencia canadiense. De hecho, las provincias británicas norteamericanas del Alto Canadá (moderno Ontario) y Nuevo Brunswick fueron concebidas a fin de ser habitadas por los lealistas.
Los lealistas más ricos e influyentes se exiliaron en Gran Bretaña, donde trataron de reconstruir sus carreras; muchos de ellos acabaron recibiendo pensiones de la administración. Los lealistas sureños huyeron a las Islas Occidentales y a las Bahamas, especialmente a las islas Ábaco.
Miles de iroqueses y de otros nativos americanos fueron expulsados de Nueva York y de otros estados y reasentados en Canadá. Los descendientes de las tribus iroquesas, dirigidos por Joseph Brant Thayendenegea, fundaron las Seis Naciones del Gran Río, la reserva más extensa en territorio canadiense. Algunos lealistas negros se establecieron en Nueva Escocia, aunque emigraron de nuevo a Sierra Leona a causa de las discriminación a la que se vieron sometidos por parte de los neoescoceses.
Benjamin Thompson, conde de Rumford, fue un lealista que se marchó a Londres a comienzos de la Guerra de la Independencia. Allí se convirtió en un importante científico, destacado por sus aportaciones a la termodinámica y por sus investigaciones en torno a los artefactos de artillería. En 1799 expresó su deseo de regresar a territorio estadounidense, donde los americanos le necesitaban a fin de enfrentarse a los franceses. No obstante, nunca volvió a América, sino que permaneció atento al establecimiento de las instituciones reales británicas.
Muchos lealistas fueron despojados de sus propiedades por los revolucionarios durante la Guerra de la Independencia; la restauración de estos bienes estará presente en la firma del Tratado Jay (1795).

## Retorno del exilio
La inmensa mayoría de los lealistas no abandonaron los Estados Unidos; no obstante, durante su estancia allí no estaban reconocidos como ciudadanos del nuevo país. Algunos de ellos renegaron de su pasado político y se convirtieron en poderosos líderes nacionales, entre ellos Samuel Seabury y Tench Coxe. A fin de firmar un tratado con el que combatir el poder que detentaban los radicales en Nueva York, Alexander Hamilton, miembro del Partido Liberal, recurrió a los lealistas del territorio (1782-85). Varios miles de los que habían abandonado la Florida oriental y occidental volvieron a Georgia. Hubo un retorno gradual de aquellos exiliados a los que la vida en Nueva Escocia se les hacía demasiado difícil. Ciertos lealistas de Massachusetts se trasladaron a Maine. Las historias son muchas y varían en cuestión de la colonia que sea. La mayoría nunca volvió, si bien muchos de sus descendientes acabaran retornando al odiado país por el sur durante las masivas migraciones de ciudadanos canadienses (1870-1930). Las ricas familias que habitaban en las provincias marítimas enviarían a sus descendientes a Harvard y a Yale cuando se normalizó la situación.
Es probable que algunos de ellos se internaran con cautela en Massachusetts; aunque ninguno de aquellos que partieron de dicha región expresó el deseo de volver al territorio que en el pasado había sido su hogar a causa del arraigado sentimiento antilealista existente en la zona aún tras la firma del tratado de 1783. En 1790 se rescindió la totalidad de las leyes aprobadas en contra de los tories. La lealtad a la Corona británica se tornó en un tema tabú entre la sociedad americana de la época, a causa de lo cual esta parte de la historia lealista está salpicada de leyenda. Se dice que había familias en Boston que se vestían de luto y corrían las cortinas de sus casas el 4 de julio de cada año.

## Lealistas notables
- William Allen. Mercader adinerado, Jefe de Justicia de la Provincia de Pensilvania y oficial mayor de Filadelfia.
- Benedict Arnold. General de brigada, comisionado hasta c. de 1780. Originalmente fue un comandante revolucionario.
- Joseph Brant Thayendenegea. Caudillo de los mohawks.
- Thomas Brown. Militar lealista, comandó los rangers lealistas en Georgia.
- Montford Brown. Militar lealista, comandó las tropas que envió el Príncipe de Gales en 1777.
- John Butler. Coronel lealista, comandó los butler rangers en Mohawk Valley.
- Walter Butler. Capitán de los butler's rangers e hijo de John Butler.
- Lt. Col. James Chalmers. Comandante del Primer Batallón de los lealistas de Maryland y autor del «anti-common sense», un panfleto titulado «plain truth» (1776).
- Myles Cooper. Presidente del King's College de Nueva York.
- Robert Cunningham. General de brigada. En 1780 comandó un destacamento en Carolina del Sur.
- Oliver DeLancey. General de brigada, comandó la Delancey's brigade en 1776.
- Abraham DePeyster. Oficial del King's American Regiment.
- Arent DePeyster. Oficial del 8th Regiment of Foot.
- William Franklin. Gobernador de Nueva Jersey, hijo de Benjamin Franklin.
- Joseph Galloway. Político pensilvano.
- Simon Girty. Sirvió como mediador entre los británicos y sus aliados indígenas durante el conflicto.
- John Howe. Tipógrafo del Gazette de Massachusetts y del Weekly News-Letter de Boston.
- Thomas Hutchinson. Último lealista en administrar Massachusetts.
- Sir John Johnson. Comandante del King's Royal Regiment of New York.
- Thomas Jones. Historiador.
- Daniel Leonard
- John Lovell. Director del Boston Latin School.
- Isaac Low. Mercader neoyorquino.
- Gabriel Ludlow. Mercader neoyorquino.
- George Ludlow. Juez neoyorquino.
- Flora MacDonald. Heroína jacobina escocesa.
- Alexander McKee. Mediador entre los británicos y los shawnee.
- James Moody. Mediador
- Beverley Robinson, Coronel del regimiento americano lealista.
- Robert Rogers. Comandante del RCAC, reformador de tácticas de los rangers.
- Benjamin Thompson, conde de Rumford. Científico.
- Peggy Shippen. Segunda esposa de Benedict Arnold.
- Cortlandt Skinner. General de brigada, comandó los New Jersey Volunteers el 4 de septiembre de 1776.
- William Stark. Hermano de John Stark.
- John Taylor. Capitán y comandante de los First New Jersey Volunteers en enero de 1781.
- Edward Jessup. Coronel de los Jessup's Rangers en Nueva York y Canadá.